# Термодинамическая система
Термодинами́ческая систе́ма — физическое тело (совокупность тел), способное (способных) обмениваться с другими телами (между собой) энергией и (или) веществом; выделяемая (реально или мысленно) для изучения макроскопическая физическая система, состоящая из большого числа частиц и не требующая для своего описания привлечения микроскопических характеристик отдельных частиц, «часть Вселенной, которую мы выделяем для исследования». Единицей измерения числа частиц в термодинамической системе обычно служит число Авогадро (примерно 6·1023 частиц на моль вещества), дающее представление, о величинах какого порядка идёт речь. Ограничения на природу материальных частиц, образующих термодинамическую систему, не накладываются: это могут быть атомы, молекулы, электроны, ионы, фотоны и т. д.. Любой земной объект, видимый невооружённым глазом или с помощью оптических приборов (микроскопы, зрительные трубы и т. п.), можно отнести к термодинамическим системам: «Термодинамика занимается изучением макроскопических систем, пространственные размеры которых и время существования достаточны для проведения нормальных процессов измерения». Условно к макроскопическим системам относят объекты с размерами от 10−7 м (100 нм) до 1012 м.
Условность нижней границы связана, помимо прочего, с тем, что для термодинамики важен не размер объекта, а число образующих его частиц. Куб идеального газа с ребром 100 нм при нормальных условиях содержит около 27 000 частиц (см. Постоянная Лошмидта).
Рабочее тело, представление о котором используют в технической термодинамике, есть пример термодинамической системы.
Абсолютно твёрдое тело с термодинамической точки зрения представляет собой одну-единственную частицу и по этой причине вне зависимости от своих размеров к термодинамическим системам не относится.
Галактические и метагалактические системы термодинамическими не являются.
Любую часть термодинамической системы называют подсистемой.
Для описания термодинамической системы используются макроскопические параметры, характеризующие не свойства составляющих её частиц, а свойства самой системы: температуру, давление, объём, магнитную индукцию, электрическую поляризацию, массу и химический состав компонентов и др..
Каждая термодинамическая система имеет границы, реальные или условные, отделяющие её от окружающей среды, под которой подразумевают все тела, не включённые в термодинамическую систему. Иногда вместо окружающей среды говорят о термостате, т. е. среде с настолько большой теплоёмкостью, что её температура при теплообмене с изучаемой системой
не меняется. По умолчанию предполагается, что окружающая среда достаточно велика и поэтому её параметры не зависят от протекающих в рассматриваемой системе процессов. Кроме того, обычно подразумевается, что окружающая среда находится в состоянии термодинамического равновесия и её характеристики не зависят от времени и пространственных координат.
Важно, что в состав термодинамической системы включают все частицы, имеющиеся в выделяемой для изучения области пространства. Дело в том, что в термодинамике иногда мысленно разбивают реальную физическую систему на самостоятельные подсистемы объектов с особыми свойствами, и один и тот же объём рассматривают как занимаемый одновременно двумя и более виртуальными квазинезависимыми (слабо взаимодействующими друг с другом) парциальными подсистемами частиц разной природы (например, газовую смесь характеризуют парциальными давлениями составляющих её газов; в газовой плазме одновременно присутствуют ионы и свободные электроны со своими существенно отличными парциальными температурами — ионной и электронной; в кристалле выделяют подсистемы фононов и магнонов; подсистему ядерных спинов парамагнетика характеризуют собственной парциальной спиновой температурой , способной принимать отрицательные значения по шкале Кельвина). Данный формальный приём позволяет вводить для рассматриваемой подсистемы частиц парциальные характеристики, не обязательно имеющие прямое отношение к физической системе как единому целому (см., например, Отрицательная абсолютная температура).
Термодинамические системы служат предметом изучения термодинамики, статистической физики и физики сплошных сред.

## Классификация термодинамических систем

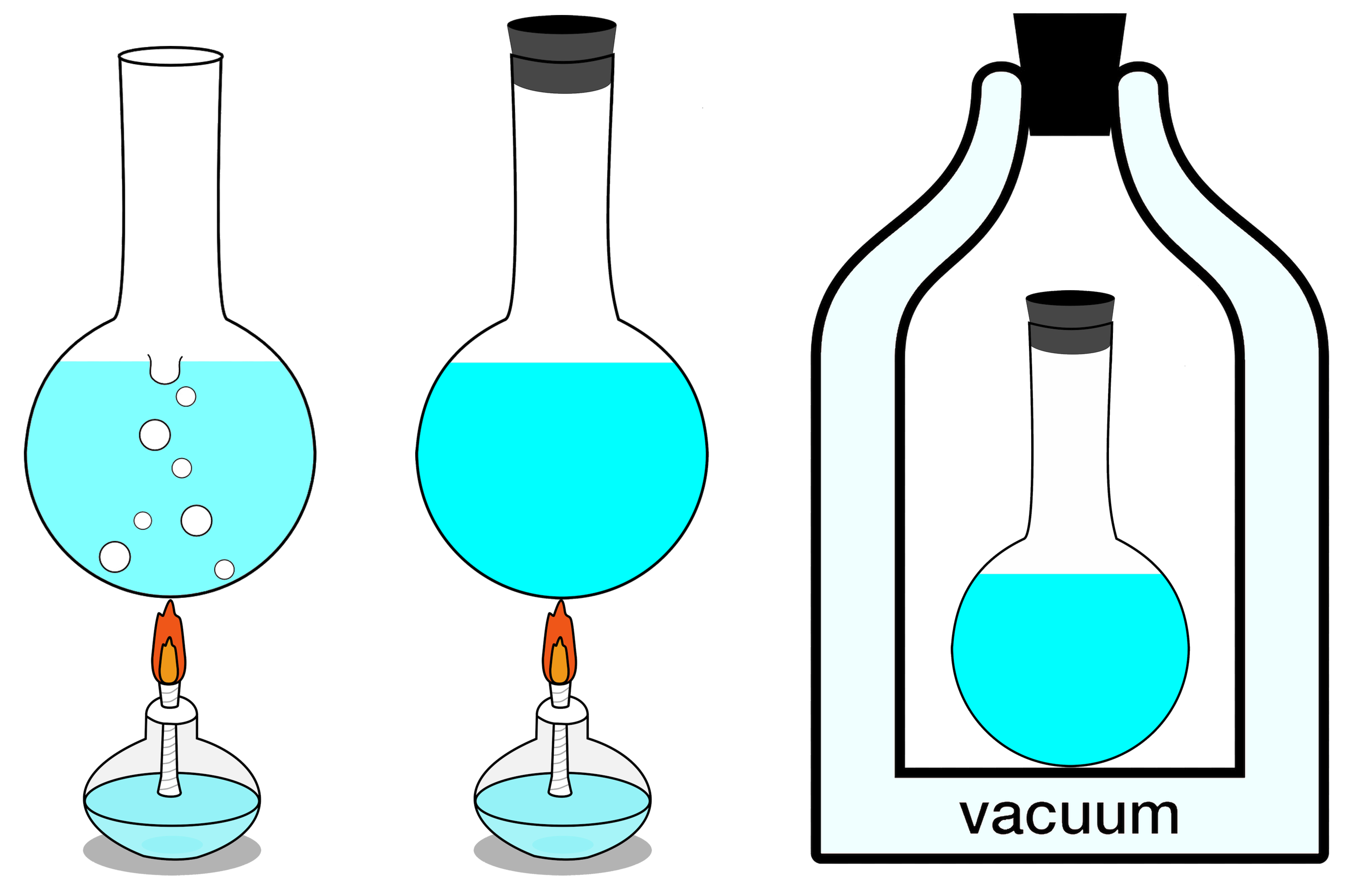
Жидкость в колбе без пробки — открытая система, границы образуют стенки колбы и поверхность раздела жидкость — атмосфера; содержимое закрытой пробкой колбы — закрытая система, границы системы — стенки колбы и пробка; содержимое помещённой в сосуд Дьюара и закрытой пробкой колбы — изолированная система

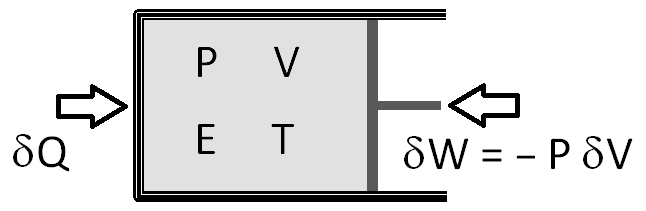
Простейшая закрытая термодеформационная система — газ в цилиндре с поршнем

Газ в цилиндре с поршнем — закрытая термодеформационная система; всё, что за пределами окрашенного жёлтым пространства, — внешняя среда

Газ в цилиндре с поршнем — открытая термодеформационная система; всё, что за пределами окрашенного красным пространства, — внешняя среда

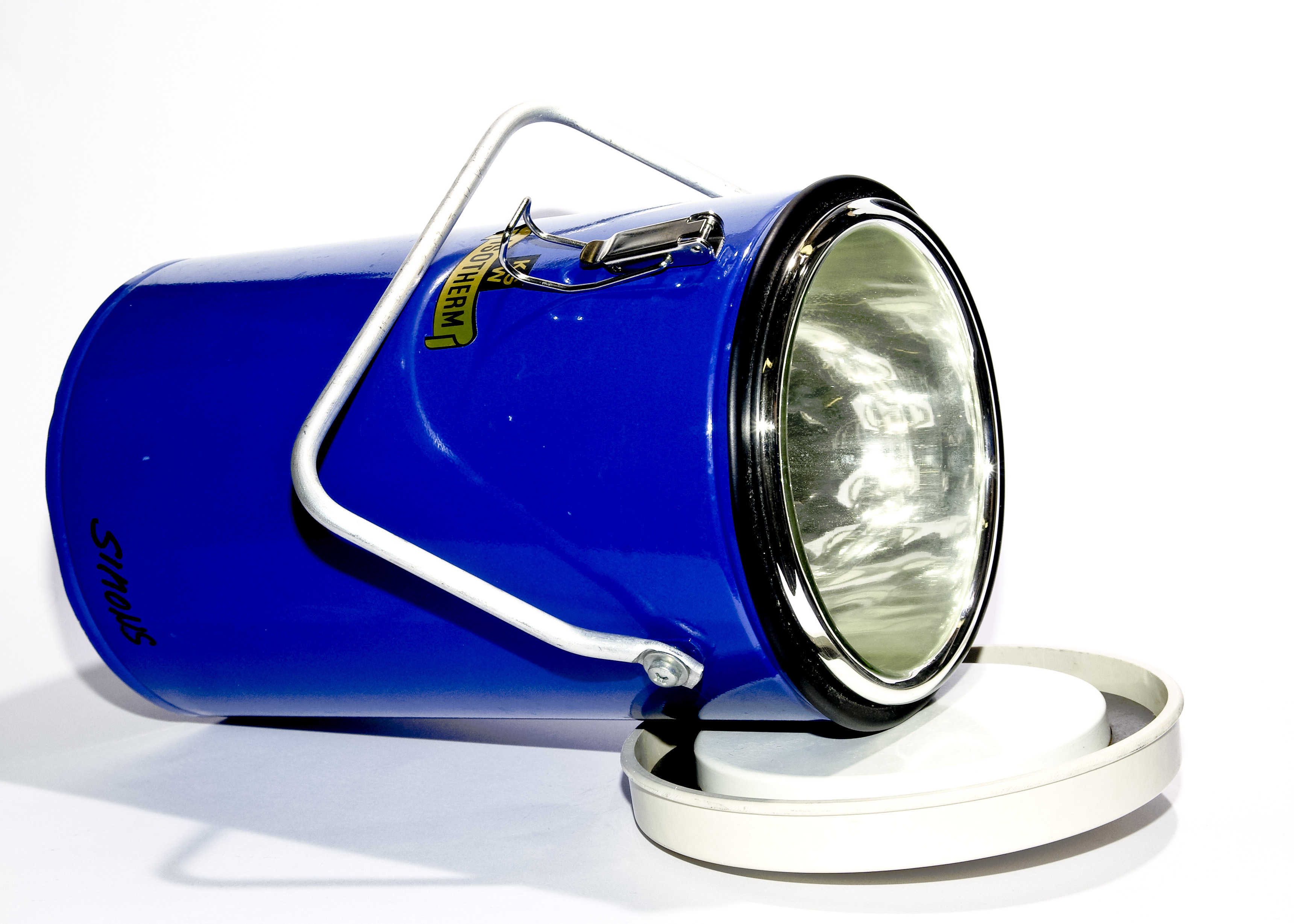
Сосуд Дьюара как пример адиабатной оболочки

По внутренним процессам различают системы
- пассивные, в которых происходит перераспределение имеющейся энергии, например тепловой, стремящиеся к равновесному термодинамическому состоянию;
- активные, в которых происходит преобразование одного вида энергии в другой, например химической в тепловую, стремящиеся к неравновесному термодинамическому состоянию

По характеру взаимодействия с окружающей средой различают системы:
- изолированные, не способные обмениваться с внешней средой ни энергией, ни веществом[1];
- адиабатно изолированные, не способные к обмену с внешней средой веществом, но допускающие обмен энергией в виде работы[26][27][28][29]. Обмен энергией в форме теплоты для таких систем исключён[1][30][31][32];
- закрытые, не способные обмениваться с внешней средой веществом[1], но способные к энергообмену с окружающей средой[33];
- открытые, способные обмениваться веществом (и, следовательно, энергией) с другими системами[33][34] (внешней средой);
- частично открытые, обменивающиеся с внешней средой веществом, но при этом не  все  составляющие вещества принимают  участие  в материальном обмене (например, из-за наличия полупроницаемых перегородок)[35].

По используемым для термодинамического описания системы параметрам состояния различают:  простые системы,  простые открытые системы и  сложные системы.
- Простой системой (простым телом[36], термодеформационная система[37]) называется такая равновесная система, физическое состояние которой вполне определяется значениями двух независимых переменных — функций состояния простого тела {\displaystyle (x,y)}, например, значениями температуры и удельного объёма {\displaystyle (t,v)}  или давления и удельного объёма  {\displaystyle (P,v)}. Выражение зависимости трёх характеристик состояния простого тела  {\displaystyle (x,y,z)}, являющихся попарно независимыми,   называется уравнением состояния этого тела:

{\displaystyle \varphi (x,y,z)=0}.
Простыми телами являются изотропные тела (isos— равный, tropos — направление,  в целом — равенство характеристик состояния и физических свойств тела во всех его точках и во всех направлениях), в частности: газы, пары, жидкости и многие твёрдые тела, находящиеся в термодинамическом равновесии и не подверженные действию поверхностного натяжения, гравитационных и электромагнитных сил и химических превращений. Исследования простых тел в термодинамике представляют наибольший теоретический и практический интерес. 	
- простые открытые системы, отличаются от простых систем способностью обмениваться веществом с окружающей средой. Для термодинамического описания таких систем с {\displaystyle k} независимыми компонентами необходимы {\displaystyle k+2} независимых параметра состояния, включая массу (количество вещества, число частиц) каждого независимого компонента[38];
- сложными системами называют все термодинамические системы, не попадающие под определения простых систем, и простых открытых систем. К сложным системам принято относить диэлектрики, магнетики, сверхпроводники, упругие твёрдые тела, поверхности раздела фаз, системы в поле тяготения и в состоянии невесомости, электрохимические системы, равновесное тепловое излучение. Некоторые авторы в число сложных включают и простые открытые системы[39]. Для термодинамического описания таких систем, как упругий стержень/нить или пружина, поверхность раздела фаз, тепловое излучение необходим только один независимый параметр состояния[40].

Если входящие в состав системы вещества в рассматриваемом диапазоне условий (давление, температура) химически не взаимодействуют между собой, то систему называют физической. Если же вещества системы реагируют друг с другом, то говорят о химической системе.
Реальную изоляцию термодинамической системы от окружающей среды осуществляют посредством стенок (поверхностей раздела, перегородок, оболочек): подвижных и неподвижных, проницаемых и непроницаемых для вещества (существуют и полупроницаемые перегородки). Сосуд Дьюара служит хорошим примером адиабатной (термоизолирующей) оболочки. Перегородка, не препятствующая теплообмену, то есть не являющаяся адиабатной, называется диатермической (теплопроницаемой).
Поскольку для открытых систем трактовка понятий «работа» и «теплота» теряет свою однозначность, то и представление об адиабатности утрачивает определённость. Чтобы восстановить определённость и сохранить эквивалентность представления об адиабатной изоляции как накладывающей запрет на теплообмен, и адиабатной изоляции как допускающей энергообмен только в форме работы, для открытых систем к теплоте и работе добавляют третью форму передачи энергии — энергию перераспределения масс составляющих систему веществ , а свойства адиабатной оболочки дополняют требованием непроницаемости оболочки для вещества. К сожалению, такой способ восстановления однозначности трактовки понятия «адиабатность», широко используемого в технической термодинамике, одновременно делает представление об адиабатности бесполезным с практической точки зрения в случае открытых систем, так что в химической термодинамике таких систем понятие «адиабатность» не используют.
Термодинамическую систему называют гомогенной, если  между любыми её частями нет поверхностей раздела и, следовательно, свойства системы непрерывно изменяется от точки к точке. Гомогенную систему с одинаковыми свойствами в любой точке называют однородной. Примерами гомогенных систем служат растворы (газовые, жидкие и твёрдые). Газовая фаза большой протяжённости вдоль градиента поля тяготения (например, земная атмосфера в безоблачный и безветренный день) — пример неоднородной гомогенной фазы (см. Барометрическая формула).
Термодинамическую систему называют гетерогенной, если она состоит из нескольких гомогенных частей с разными свойствами. На поверхностях, разделяющих гомогенные части гетерогенной системы, хотя бы одно термодинамическое свойство вещества изменяются скачком. Часто (но не всегда) поверхность раздела является видимой.
Гомогенную часть гетерогенной системы называют фазой. Менее строго, но более наглядно фазами называют «гомогенные части системы, отделённые от остальных частей видимыми поверхностями раздела». Примером может служить система «лёд — вода — влажный воздух». Гомогенная система содержит только одну фазу; гетерогенная система состоит из двух или более фаз. Число фаз в гетерогенной системе подчиняется правилу фаз Гиббса. Одно и то же вещество в твёрдом агрегатном состоянии может иметь несколько фаз (ромбическая и моноклинная сера, серое и белое олово и др.).
На рисунке изображён один из вариантов классификации термодинамических систем.

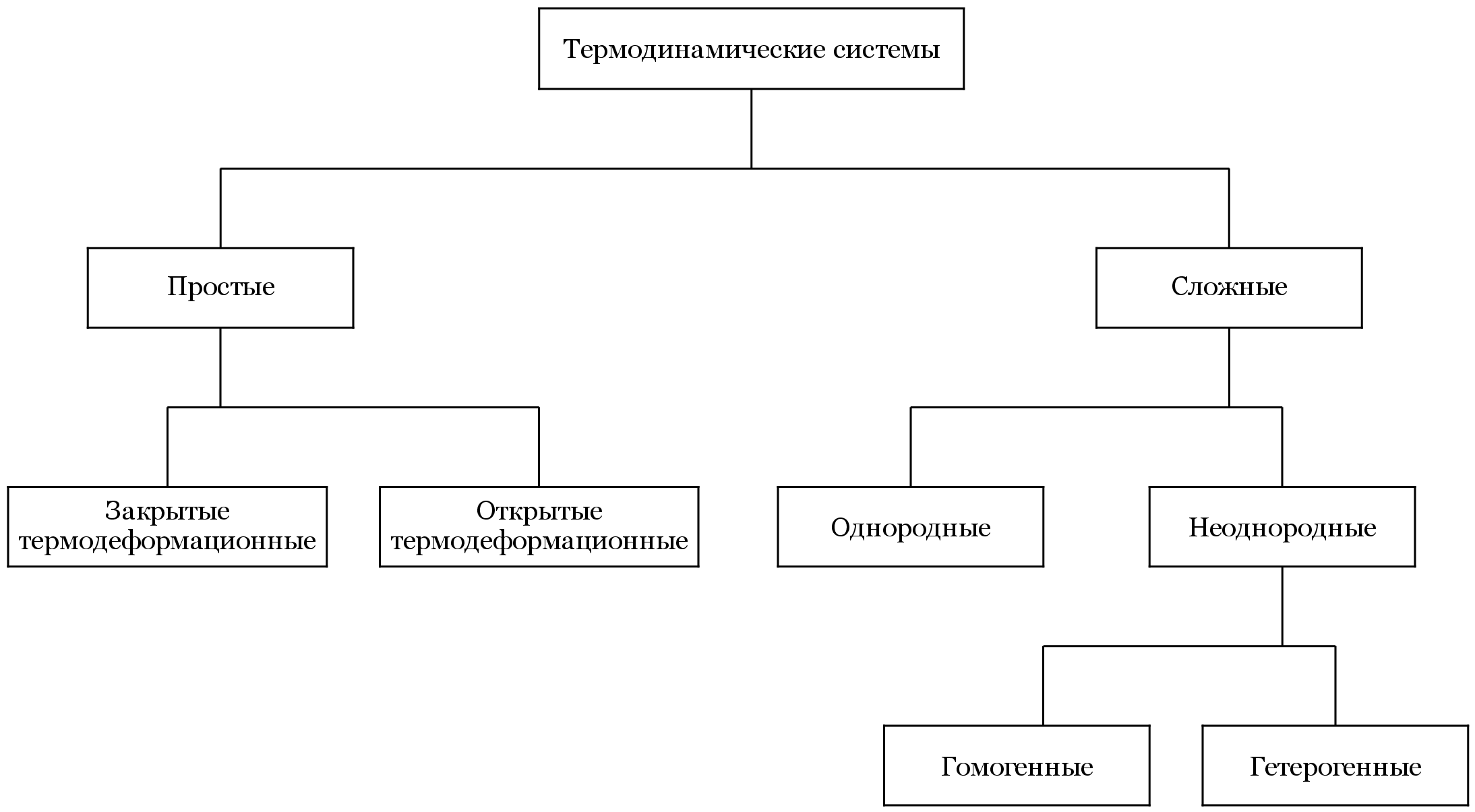
Один из вариантов классификации термодинамических систем

## Комментарии
1. ↑  Под рабочим телом применительно к двигателям понимают вещество (газ, жидкость, твёрдое тело), с помощью которого энергия, выделяющаяся при сгорании органического топлива и в ядерных реакциях из ядерного топлива, преобразуется в полезную механическую работу[8].